# Zhongguo yinshi shi
Das Zhongguo yinshi shi (chinesisch 中国饮食史 – „Geschichte der chinesischen Küche / Geschichte des Essens und Trinkens in China“) ist eine sechsbändige Geschichte der chinesischen Ess- und Trinkkultur, die die wissenschaftlichen Erkenntnisse der jüngeren Zeit zu diesem Themenkomplex zusammenfasst.
Auf insgesamt 4.067 Seiten liefert das Werk den derzeit besten Gesamtüberblick über die Geschichte der chinesischen Speisen und Getränke. An dem Werk wirkten zahlreiche auf die Geschichte der chinesischen Ess- und Trinkkultur spezialisierte Fachgelehrte mit.
Es erstreckt sich von der frühesten chinesischen Vorgeschichte (1.800.000 v. Chr.) – den Funden von der sogenannten Xihoudu-Kultur – bis ins Jahr 1949. Auch die nationalen Minderheiten werden darin behandelt.
Im Anhang befindet sich ein 70-seitiger chronologischer Abriss.

## Übersicht
- Bd. 1: Einführung, Forschungsstand (Xu Hairong, Liu Zhiqin, Yao Weijun); Primitivgesellschaft (Song Zhaolin); Xia-Dynastie und Shang-Dynastie (Song Zhenhao)
- Bd. 2: Westliche Zhou-Dynastie (Yao Weijun); Frühlings- und Herbstperiode und Zeit der Streitenden Reiche (Chen Zhaodi); Qin-Dynastie und Han-Dynastie (Peng Wei)
- Bd. 3: Wei-Dynastie, Jin-Dynastie; Südliche und Nördliche Dynastien (Li Hu, Zheng Ruiquan); Sui-Dynastie, Tang-Dynastie und Fünf Dynastien (Li Hu)
- Bd. 4: Song-Dynastie (Xu Jijun, An Guolou); Liao-Dynastie, Jin-Dynastie, Xixia-Dynastie (Song Dejin, Shi Jinbo); Yuan-Dynastie (Chen Gaohua)
- Bd. 5: Ming-Dynastie (Wang Xi, Liu Zhiqin); Qing-Dynastie (Lin Yonggui)
- Bd. 6: Zeit der Republik (Wang Xi); nationale Minderheiten (Forscher des Forschungsinstituts für Nationale Minderheiten der Chinesischen Akademie der Sozialwissenschaften und von der Zentralen Nationalitäten-Universität)

## Bibliographische Angaben
- Xu Hairong 徐海荣 (Hrsg.): Zhongguo yinshi shi. 6 Bde. Peking, Huaxia chubanshe 1999; ISBN 7-508-01958-X